# Formel-2-Europameisterschaft 1982
Die Formel-2-Europameisterschaft 1982 war die 16. Saison dieser 1967 etablierten Motorsportserie. Die Meisterschaft umfasste 13 Rennen, die in Belgien, Deutschland, Frankreich, Großbritannien, Italien und Schweden abgehalten wurden. Der Meistertitel ging an Corrado Fabi, der für das Werksteam des britischen Rennwagenherstellers March Engineering antrat. Johnny Cecotto wurde Vizemeister. Aufgrund von Streichresultaten wurde bei ihm ein Punkt weniger gewertet als bei Fabi.

## Überblick
Im Laufe der Saison meldeten sich 24 Teams mit insgesamt 54 Fahrern. Elf Teams traten zu allen Rennen der Meisterschaft an, die übrigen erschienen nur bei einzelnen, einige von ihnen sogar nur zu einem Rennen.

### Teams und Konstrukteure

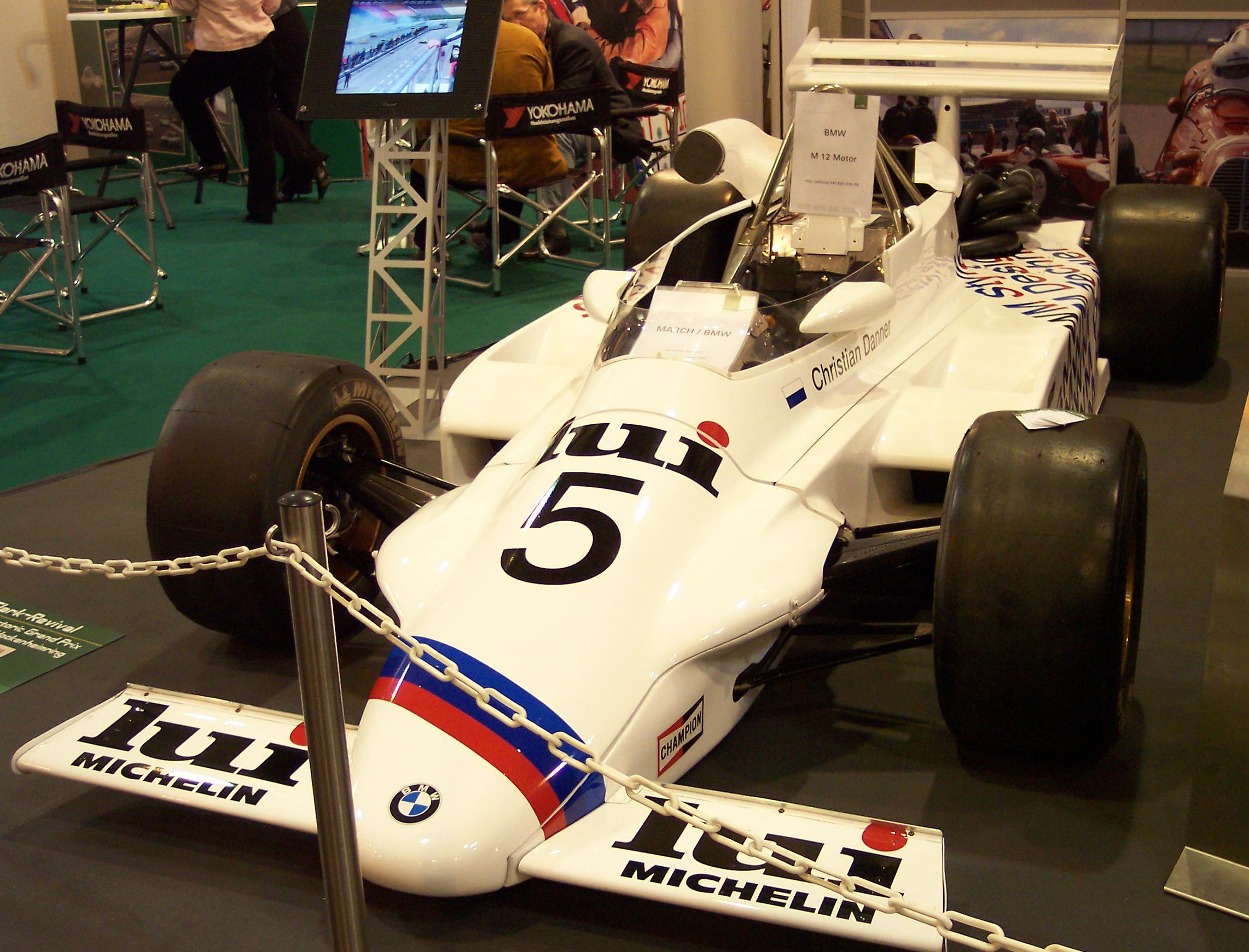
Erfolgreichstes Auto der Saison 1982: March 822

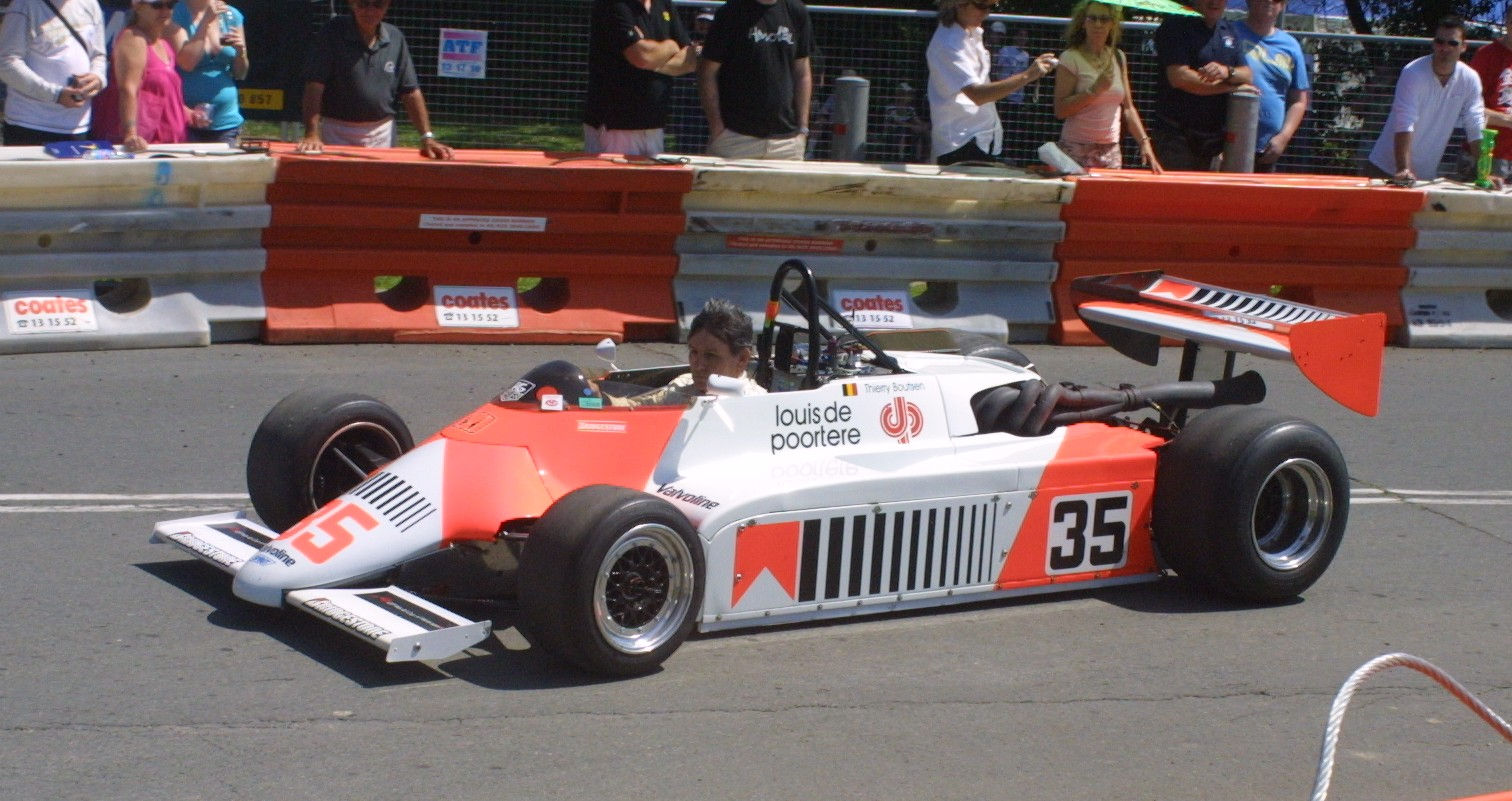
Spirit 201

In diesem Jahr fuhren Fahrzeuge von acht verschiedenen Chassisherstellern: AGS, Lola, March, Maurer, Minardi, Ralt, Spirit und Toleman.
March, AGS, Maurer und Spirit hatten für die Saison 1982 neue Modelle konstruiert, Ralt und Minardi verwendeten dagegen überarbeitete Vorjahresmodelle. Minardi hatte Ende 1981 mit der Entwicklung eines neuen Autos vom Typ 282 begonnen, hatte die Arbeiten aber nach kurzer Zeit wieder eingestellt, was teilweise auf die „verwirrende Situation in der Frage der Bodenwirkung“ zurückgeführt wird. Toleman produzierte keine neuen Fahrzeuge mehr, allerdings bot Lola wie bereits im Jahr zuvor einen lizenzierten Nachbau des 1980 entwickelten Toleman TG280 an, der als Lola T850 bezeichnet wurde. Docking Spitzley Racing überarbeitete zwei bereits im Vorjahr eingesetzte Lola T850 und meldete sie nunmehr als Docking Spitzley DS1. Daneben brachten mehrere Fahrer einige der 1980 hergestellten Toleman TG280 an den Start. Das italienische Team Merzario schließlich, das im Vorjahr noch eigene Autos konstruiert hatte, setzte 1982 mehrere March 822 ein, die allerdings technisch überarbeitet waren und als March-Merzario 282 bezeichnet wurden.
AGS, March, Maurer, Ralt, Minardi und Spirit unterhielten eigene Werksteams, die die aktuellsten Chassis einsetzten. March und Maurer verkauften außerdem ihre aktuellen Modelle regulär an Kundenteams. Ein March 822 kostete zu Saisonbeginn 19.000 £. Daneben brachten mehrere Fahrer ältere Modelle von March, Ralt und Minardi an den Start. Das konzeptionell älteste Auto war der Minardi GM75 von Brambilla Racing, der auf einen March 792 von 1979 zurückging.
Das erfolgreichste Auto des Jahres war der March 822. Für das March-Werksteam, das zudem einen werksunterstützten Motor von BMW einsetzte, gewannen Corrado Fabi und Johnny Cecotto acht von 13 Rennen mit ihm. Drei Siege erzielte Thierry Boutsen für Spirit und zwei Stefan Bellof für Maurer.

### Motoren
Der Vierzylindermotor von BMW (M12) war das am weitesten verbreitete Triebwerk. Das March-Werksteam erhielt exklusiv Motoren, die bei BMW werksseitig vorbereitet wurden; in Anlehnung an ihren Konstrukteur Paul Rosche wurden diese Versionen üblicherweise als BMW-Rosche bezeichnet. Die übrigen BMW-Teams ließen ihre Motoren zumeist bei Heini Mader Racing Components in der Schweiz oder im Falle Maurers bei Max Heidegger in Liechtenstein warten. Ihre Leistung lag bei etwa 315 PS. Einzelne italienische Teams verwendeten auch ältere BMW-Motoren mit Osella-Tuning.
Neben dem BMW-Motor war das Sechszylindertriebwerk von Honda erfolgreich: Es wurde in den Werksteams von Ralt und Spirit eingesetzt. Sie galten als die leistungsstärksten Motoren: Beobachter schätzten, dass sie die Leistung der BMW-Motoren um 20 bis 30 PS übertrafen.
Die älteren Toleman- bzw. Lola-Modelle wurden zumeist von Hart-Motoren angetrieben, die auf dem Cosworth BD basieren und nicht mehr konkurrenzfähig waren. Sie waren gelegentlich auch in älteren Ralt-Konstruktionen zu finden.
Minardi erwog zunächst, regelmäßig Ferrari-Motoren an den Start zu bringen. Erste Tests vor Saisonbeginn zeigten allerdings, dass die Leistungsausbeute der Triebwerke nicht dem der BMW- und Honda-Triebwerke entsprach. Daher setzte Minardi für seine Stammfahrer auch in diesem Jahr nahezu durchgängig von Mader getunte BMW-Motoren ein. Die Ferrari-Sechszylinder erschienen letztlich nur bei zwei Rennen; das Team erreichte mit ihnen aber keine Meisterschaftspunkte.

### Fahrer

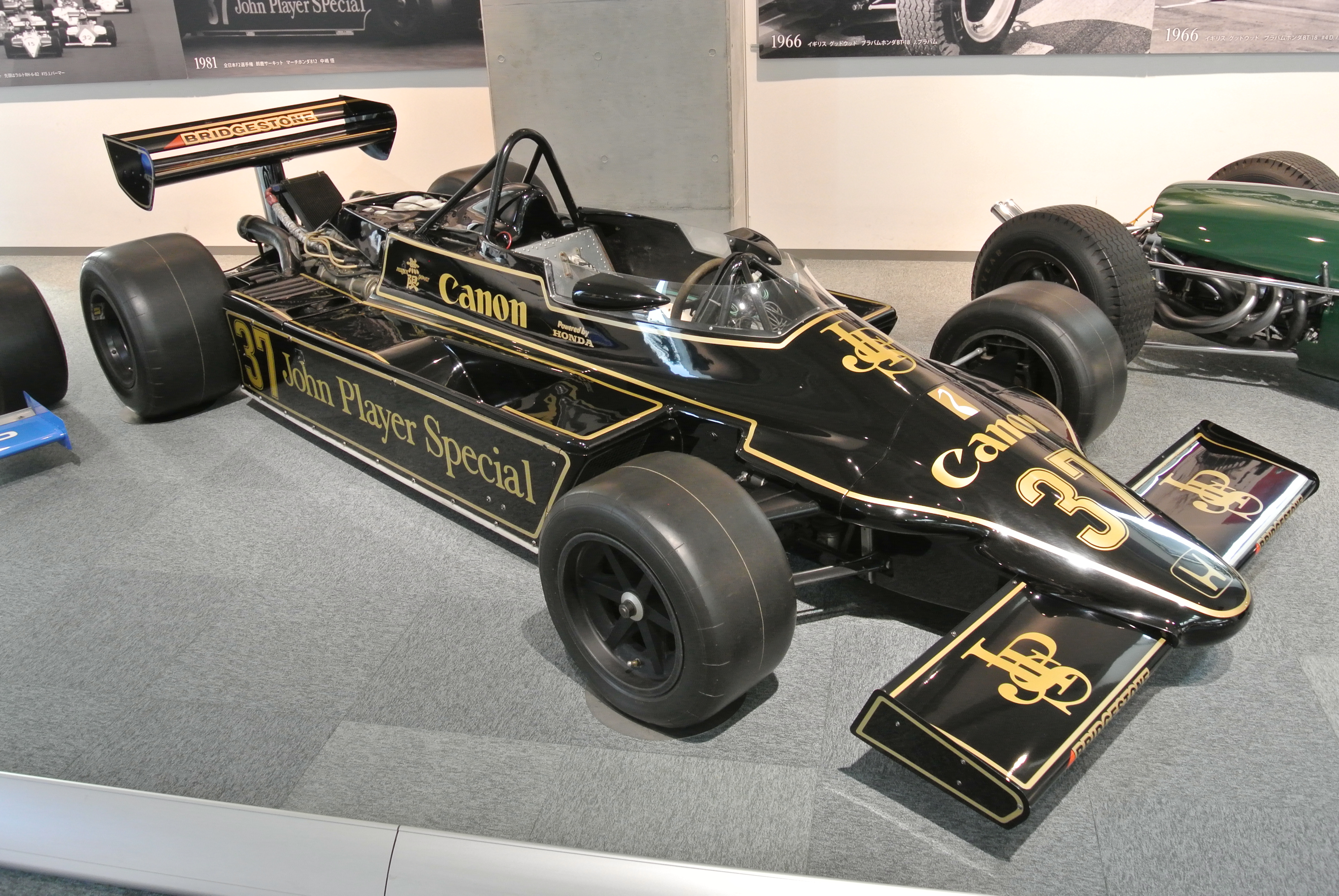
Der March 812-Honda von Satoru Nakajima

Fahrerseitig gab es gegenüber der Saison 1981 zahlreiche Veränderungen. Geoff Lees, der Europameister der Saison 1981, erhielt 1982 kein Cockpit mehr in der Formel 2. Er ging 1982 nach Japan, wo er an der Japanischen Formel-2-Meisterschaft teilnahm, die er 1983 gewann. Thierry Boutsen, der Vizemeister des Vorjahres, wechselte vom March- zum Spirit-Werksteam, wo auch Stefan Johansson (ehemals Docking Spitzley) unter Vertrag kam. Johnny Cecotto, der 1981 u. a. bei Minardi gefahren war, schloss sich dem March-Werksteam an. Kenny Acheson wechselte von Docking Spitzley zu Ralt. Eje Elgh, der Dritte der Meisterschaft 1981, fand 1982 kein permanentes Cockpit mehr und kam in diesem Jahr nur zu zwei Gaststarts.
Einige Fahrer, die 1981 regelmäßig in der Formel 2 angetreten waren, wechselten in die Formel 1. Zu ihnen gehören Michele Alboreto, der bei Tyrrell unter Vertrag genommen wurde, sowie Manfred Winkelhock (ATS) und Ricardo Paletti (Osella).
Daneben gaben 1982 einige Fahrer ihr Formel-2-Debüt. Der bemerkenswerteste Debütant war der Gießener Rennfahrer Stefan Bellof, der mit Maurer seine ersten beiden Formel-2-Rennen gewann und eineinhalb Monate lang die Fahrerwertung anführte. Infolge einiger technischer Defekte seines Autos setzte sich die Erfolgsserie im Laufe des Jahres nicht fort; Bellof beendete die Saison als Meisterschaftsvierter.
Der japanische Rennfahrer Satoru Nakajima, der die Japanische Formel-2-Meisterschaft des Jahres anführte, startete bei ausgewählten europäischen Rennen. Er fuhr einen Vorjahres-March, der mit einem leistungsstarken Honda-Motor ausgestattet war. Mit dieser Kombination kam er beim Auftaktrennen in Silverstone hinter Bellof als Zweiter ins Ziel.
Andererseits meldeten sich zahlreiche Gelegenheitspiloten zu ausgewählten Rennen. Zu ihnen gehörte Francesco Attaguile, ein sizilianischer Notar, der sich für sein Heimrennen in Enna bei Minardi einkaufte und dort unter dem Pseudonym „Mr. Arriva“ startete. Attaguile wurde in der ersten Hälfte des Rennens disqualifiziert, weil er zu langsam fuhr.

## Teams und Fahrer
| Team                              | Chassis              | Motor         | Nr. | Fahrer               | Rennen            |
| --------------------------------- | -------------------- | ------------- | --- | -------------------- | ----------------- |
| Ralt Racing                       | Ralt RH6/82          | Honda-Wakou   | 1   | Kenny Acheson        | 1-13              |
| Ralt Racing                       | Ralt RH6/82          | Honda-Wakou   | 2   | Jonathan Palmer      | 1-13              |
| March Racing                      | March 822            | BMW-Rosche    | 3   | Corrado Fabi         | 1-13              |
| March Racing                      | March 822            | BMW-Rosche    | 4   | Johnny Cecotto       | 1-13              |
| March Racing                      | March 822            | BMW-Rosche    | 5   | Christian Danner     | 1-13              |
| Maurer Motorsport                 | Maurer MM82          | BMW-Heidegger | 6   | Beppe Gabbiani       | 1-13              |
| Maurer Motorsport                 | Maurer MM82          | BMW-Heidegger | 7   | Stefan Bellof        | 1-13              |
| Maurer Motorsport                 | Maurer MM82          | BMW-Heidegger | 8   | Peter Schindler      | 1-3               |
| Maurer Motorsport                 | Maurer MM82          | BMW-Heidegger | 8   | Eje Elgh             | 4                 |
| Maurer Motorsport                 | Maurer MM82          | BMW-Heidegger | 8   | Jean-Louis Schlesser | 5-8, 10-13        |
| Maurer Motorsport                 | Maurer MM82          | BMW-Heidegger | 8   | Alain Ferté          | 9                 |
| Docking Spitzley Racing           | Docking-Spitzley DS1 | Hart          | 9   | Carlo Rossi          | 1-8, 12-13        |
| Docking Spitzley Racing           | Toleman TG280        | Hart          | 9   | Carlo Rossi          | 10                |
| Docking Spitzley Racing           | Docking-Spitzley DS1 | Hart          | 10  | Thierry Tassin       | 1-8, 10, 13       |
| Minardi Team                      | Minardi Fly 281B     | BMW           | 11  | Paolo Barilla        | 1-3, 5-13         |
| Minardi Team                      | Minardi Fly 281B     | Ferrari       | 11  | Paolo Barilla        | 4                 |
| Minardi Team                      | Minardi Fly 281B     | BMW           | 12  | Alessandro Nannini   | 1-13              |
| Minardi Team                      | Minardi Fly 281B     | BMW           | 14  | „Mr. Arriva“         | 12                |
| Minardi Team                      | Minardi Fly 281B     | Ferrari       | 14  | Siegfried Stohr      | 5                 |
| Merzario Team                     | March-Merzario 282   | BMW-Mader     | 16  | Richard Dallest      | 1-4               |
| Merzario Team                     | March-Merzario 282   | BMW-Mader     | 16  | Harald Brutschin     | 5-9               |
| Merzario Team                     | March-Merzario 282   | BMW-Mader     | 16  | Guido Daccò          | 10-13             |
| Merzario Team                     | March-Merzario 282   | BMW-Mader     | 17  | Jo Gartner           | 1-11              |
| Merzario Team                     | March-Merzario 282   | BMW-Mader     | 17  | Roberto Camominosi   | 12                |
| Merzario Team                     | March-Merzario 282   | BMW-Mader     | 17  | Lamberto Leoni       | 13                |
| Merzario Team                     | March-Merzario 282   | BMW-Mader     | 18  | Oscar Pedersoli      | 1-5, 7-13         |
| Horag Racing                      | March 822            | BMW-Mader     | 19  | Mike Thackwell       | 1, 4-10           |
| Horag Racing                      | March 822            | BMW-Mader     | 19  | Stanley Dickens      | 2                 |
| Horag Racing                      | March 822            | BMW-Mader     | 20  | Henning Hagenbauer   | 9                 |
| Horag Racing                      | March 822            | BMW-Mader     | 42  | Eje Elgh             | 11                |
| Sanremo Racing                    | Lola T850            | Hart          | 21  | Eddy Bianchi         | 1–3               |
| Sanremo Racing                    | Toleman TG280        | Hart          | 21  | Piero Necchi         | 4–9               |
| Sanremo Racing                    | Toleman TG280        | BMW           | 21  | Severino Zampatti    | 12–13             |
| Sanremo Racing                    | Toleman TG280        | BMW           | 22  | Roberto Del Castello | 1-3               |
| Sanremo Racing                    | Lola T850            | BMW           | 22  | Roberto Del Castello | 4–9; 11–13        |
| Motul GPA Nogaro                  | AGS JH19             | BMW-Mader     | 23  | Philippe Streiff     | 1-13              |
| Motul GPA Nogaro                  | AGS JH19             | BMW-Mader     | 24  | Pascal Fabre         | 1-13              |
| Bertram Schäfer Racing            | Maurer MM82          | BMW           | 25  | Frank Jelinski       | 1-13              |
| Bertram Schäfer Racing            | Maurer MM82          | BMW           | 26  | Pierre Chauvet       | 1, 3, 5-10, 12-13 |
| Bertram Schäfer Racing            | Maurer MM82          | BMW           | 26  | Mike Thackwell       | 2                 |
| Bertram Schäfer Racing            | Maurer MM82          | BMW           | 26  | Wolfgang Klein       | 4                 |
| Bertram Schäfer Racing            | Ralt RT2             | BMW           | 26  | Bruno Eichmann       | 9                 |
| Formel Rennsport Club             | Lola T850            | Hart          | 27  | Fredy Schnarwiler    | 1-2               |
| Formel Rennsport Club             | March 822            | BMW           | 27  | Fredy Schnarwiler    | 13                |
| Brambilla Racing                  | Minardi GM75         | BMW           | 28  | Guido Daccò          | 1-9               |
| Brambilla Racing                  | Minardi GM75         | BMW           | 28  | Aldo Bertuzzi        | 10-11             |
| Trundle Racing                    | March 822            | BMW           | 30  | Cliff Hansen         | 7-13              |
| Ray Mallock                       | Ralt RT4             | Ford BDA      | 31  | Ray Mallock          | 1                 |
| Marlboro Team Spirit              | Spirit 201           | Honda-Wakou   | 32  | Thierry Boutsen      | 1-13              |
| Marlboro Team Spirit              | Spirit 201           | Honda-Wakou   | 33  | Stefan Johansson     | 1-13              |
| Bo Martinsson                     | March 812            | BMW           | 36  | Bo Martinsson        | 1                 |
| Formula 2 Team Sweden Bewa Fritit | Toleman TG280        | Hart          | 36  | Tomas Kaiser         | 3, 5-11           |
| John Player Special Team Ikuzawa  | March 812            | Honda-Wakou   | 37  | Satoru Nakajima      | 1, 5-6, 8-9       |
| Franz Konrad Racing               | March 802            | BMW           | 38  | Franz Konrad         | 1-4               |
| Franz Konrad Racing               | March 812            | BMW           | 39  | Harald Brutschin     | 1-4               |
| Gebhardt Motorsport               | March 812            | BMW-Baier     | 41  | Günther Gebhardt     | 2, 4-5, 8-9       |
| Sewi Hopfer                       | Toleman TG280        | Hart          | 42  | Sewi Hopfer          | 1-2, 4-5          |
| Ebor Motorsport                   | Ralt RH6             | Hart          | 44  | Wyatt Stanley        | 1                 |
| Ebor Motorsport                   | Ralt RH4             | BMW           | 44  | Pierre Chauvet       | 2                 |
| Ebor Motorsport                   | March 802            | BMW-Mader     | 45  | Peter Stürtz         | 2                 |
| WRT Weigel Renntechnik            | March 802            | BMW-Mader     | 46  | Hubert Striebig      | 2                 |
| Caledon Coal Open Cast            | Ralt RT4             | Ford BDA      | 48  | David Duffield       | 10                |

## Rennkalender
1982 fanden 13 Formel-2-Rennen statt: vier in Italien, je drei in Deutschland und Großbritannien sowie je eines in Frankreich, Belgien und Schweden. Alle Rennen hatten Meisterschaftsstatus. Anders als in früheren Jahren, wurden 1982 keine weiteren Rennen ohne Meisterschaftsstatus ausgetragen.
| Nr. | Datum     | Rennen (Strecke)                                     | Distanz (km) | Sieger                   | Zweiter                             | Dritter                         | Pole- Position                    | Schnellste Rennrunde     | Gesamtführender Fahrer                      |
| --- | --------- | ---------------------------------------------------- | ------------ | ------------------------ | ----------------------------------- | ------------------------------- | --------------------------------- | ------------------------ | ------------------------------------------- |
| 01  | 21. März  | BRDC International Trophy (Silverstone)              | 221,746      | Stefan Bellof (Maurer)   | Satoru Nakajima (Ikuzawa)           | Beppe Gabbiani (Maurer)         | Stefan Johansson (Spirit)         | Christian Danner (March) | Stefan Bellof (Maurer)                      |
| 02  | 4. April  | Deutschland-Trophäe (Hockenheim)                     | 203,7        | Stefan Bellof (Maurer)   | Thierry Boutsen (Spirit)            | Corrado Fabi (March)            | Stefan Bellof (Maurer)            | Stefan Bellof (Maurer)   | Stefan Bellof (Maurer)                      |
| 03  | 12. April | British Automobile Drivers Club „200“ (Thruxton)     | 208,56       | Johnny Cecotto (March)   | Kenny Acheson (Ralt)                | Thierry Boutsen (Spirit)        | Stefan Johansson (Spirit)         | Johnny Cecotto (March)   | Stefan Bellof (Maurer)                      |
| 04  | 25. April | Eifelrennen (Nürburgring-Nordschleife)               | 205,51       | Thierry Boutsen (Spirit) | Corrado Fabi (March)                | Johnny Cecotto (March)          | Thierry Tassin (Docking Spitzley) | Stefan Bellof (Maurer)   | Stefan Bellof (Maurer)                      |
| 05  | 9. Mai    | Gran Premio del Mugello (Mugello)                    | 220,290      | Corrado Fabi (March)     | Johnny Cecotto (March)              | Stefan Johansson (Spirit)       | Stefan Johansson (Spirit)         | Corrado Fabi (March)     | Corrado Fabi (March) Johnny Cecotto (March) |
| 06  | 16. Mai   | Gran Premio di Roma (Vallelunga)                     | 208          | Corrado Fabi             | Philippe Streiff (Motul GPA Nogaro) | Pascal Fabre (Motul GPA Nogaro) | Stefan Johansson (Spirit)         | Stefan Bellof (Maurer)   | Corrado Fabi (March)                        |
| 07  | 31. Mai   | Grand Prix de Pau (Pau)                              | 206,88       | Johnny Cecotto (March)   | Thierry Boutsen (Spirit)            | Mike Thackwell (Horag)          | Thierry Boutsen (Spirit)          | Kenny Acheson (Ralt)     | Johnny Cecotto (March)                      |
| 08  | 13. Juni  | Grand Prix de Formule 2 Belgique (Spa-Francorchamps) | 157,59       | Thierry Boutsen (Spirit) | Johnny Cecotto (March)              | Mike Thackwell (Horag)          | Stefan Johansson (Spirit)         | Mike Thackwell (Horag)   | Johnny Cecotto (March)                      |
| 09  | 20. Juni  | Rhein-Pokalrennen (Hockenheim)                       | 203,91       | Corrado Fabi (March)     | Beppe Gabbiani (Maurer)             | Stefan Bellof (Maurer)          | Thierry Boutsen (Spirit)          | Corrado Fabi (March)     | Corrado Fabi (March)                        |
| 010 | 4. Juli   | Donington „20.000“ (Donington)                       | 220,5        | Corrado Fabi (March)     | Johnny Cecotto (March)              | Jonathan Palmer (Ralt)          | Jonathan Palmer (Ralt)            | Corrado Fabi (March)     | Corrado Fabi (March)                        |
| 011 | 18. Juli  | Mantorp Park F2 Trofén (Mantorp)                     | 203,125      | Johnny Cecotto (March)   | Philippe Streiff (Motul GPA Nogaro) | Beppe Gabbiani (Maurer)         | Corrado Fabi (March)              |                          | Johnny Cecotto (March)                      |
| 012 | 1. August | Gran Premio del Mediterraneo (Enna-Pergusa)          | 222,750      | Thierry Boutsen (Spirit) | Stefan Bellof (Maurer)              | Johnny Cecotto (March)          | Thierry Boutsen (Spirit)          | Stefan Bellof (Maurer)   | Johnny Cecotto (March)                      |
| 013 | 7. August | Gran Premio dell’Adriatico (Misano)                  | 209,28       | Corrado Fabi (March)     | Alessandro Nannini (Minardi)        | Beppe Gabbiani (Maurer)         | Corrado Fabi (March)              | Stefan Bellof (Maurer)   | Corrado Fabi (March)                        |

## Rennberichte

### B.R.D.C. International Trophy
| Platz | Fahrer           | Team                             | Zeit       |
| ----- | ---------------- | -------------------------------- | ---------- |
| 1     | Stefan Bellof    | Maurer                           | 1:11:51,38 |
| 2     | Satoru Nakajima  | John Player Special Team Ikuzawa | 1:12:12,64 |
| 3     | Beppe Gabbiani   | Maurer                           | 1:12:12,76 |
| PP    | Stefan Johansson | Spirit                           | 1:20,91    |
| SR    | Christian Danner | Maurer                           | 1:29,35    |

Die 34. BRDC International Trophy war das Auftaktrennen der Saison. Es fand am 21. März auf dem Silverstone Circuit statt. Die International Trophy ging über 47 Runden zu je 4,718 km und hatte eine Gesamtdistanz von 221,46 km.
Zum Rennen meldeten sich 18 Teams mit 31 Fahrern. Die Poleposition fuhr Stefan Johansson im Werks-Spirit heraus. Er war dabei drei Sekunden schneller gewesen als sein Teamkollege Thierry Boutsen, der Startplatz zwei belegte. Der Meisterschaftslauf fand bei anhaltenden Regenschauern statt. Die schnellste Runde legte Christian Danner im March 822 des March-Werksteams heraus. Er konnte das Rennen allerdings nicht beenden; wegen einer defekten Benzinleitung fiel er nach 27 Runden aus. Sieger war Stefan Bellof im Werks-Maurer, der hier sein erstes Formel-2-Rennen bestritt. Den zweiten Platz belegte Satoru Nakajima, der Gewinner der japanischen Formel-2-Meisterschaft 1981, der hier in einem Kunden-March von 1981 sein Europa-Debüt gab. Dritter wurde Bellofs Teamkollege Beppe Gabbiani. Insgesamt kamen 18 der 31 gestarteten Fahrer ins Ziel.

### Deutschland-Trophäe
| Platz | Fahrer          | Team   | Zeit       |
| ----- | --------------- | ------ | ---------- |
| 1     | Stefan Bellof   | Maurer | 1:03:03,44 |
| 2     | Thierry Boutsen | Spirit | 1:03:08,23 |
| 3     | Corrado Fabi    | March  | 1:03:16,34 |
| PP    | Stefan Bellof   | Maurer | 2:02,05    |
| SR    | Stefan Bellof   | Maurer | 2:04,21    |

Die 16. Deutschland-Trophäe, die auch als Jim-Clark-Gedächtnisrennen bezeichnet wurde, fand am 4. April auf dem Hockenheimring statt. Das Rennen ging über 30 Runden zu je 6,788 km und hatte eine Gesamtdistanz von 203,64 km.
Zum Rennen erschienen 18 Teams mit 32 Fahrern. Stefan Bellof (Maurer), der auf dem Hockenheimring sein zweites Formel-2-Rennen fuhr, dominierte die Veranstaltung. Er belegte die Poleposition, fuhr die schnellste Rennrunde und gewann das Rennen. Thierry Boutsen und Corrado Fabi in den Werksautos von Spirit bzw. March belegten die Plätze zwei und drei.

### B.A.R.C. „200“
| Platz | Fahrer           | Team   | Zeit       |
| ----- | ---------------- | ------ | ---------- |
| 1     | Johnny Cecotto   | March  | 1:03:49,22 |
| 2     | Kenny Acheson    | Ralt   | 1:04:01,00 |
| 3     | Thierry Boutsen  | Spirit | 1:04:05,09 |
| PP    | Stefan Johansson | Spirit | 1:05,33    |
| SR    | Johnny Cecotto   | March  | 1:07,37    |

Das 26. B.A.R.C. „200“ (200-Kilometer-Rennen des British Automobile Racing Club), das auch die Bezeichnung Jochen-Rindt-Trophäe trug, fand am 12. April auf dem Thruxton Circuit in Andover statt. Es ging über 55 Runden zu je 3,792 km und hatte eine Gesamtdistanz von 208,66 km.
 Insgesamt gingen 13 Teams mit 26 Fahrern an den Start. Die Poleposition belegte Stefan Johansson im Spirit. Johnny Cecotto im Werks-March fuhr die schnellste Rennrunde und gewann den Meisterschaftslauf vor Kenny Acheson (Ralt) und Thierry Boutsen (Spirit). Pole-Sitter Johansson kam nach Motorenproblemen mit zwei Runden Rückstand als 14. ins Ziel. Stefan Bellof (Maurer) fiel bereits in der ersten Runde aus, nachdem er mit dem Toleman TG280 von Roberto Del Castello (Docking Spitzley) kollidiert war. Ungeachtet dessen behielt Bellof die Führung in der Fahrerwertung.

### Internationales ADAC-Eifelrennen
| Platz | Fahrer          | Team             | Zeit       |
| ----- | --------------- | ---------------- | ---------- |
| 1     | Thierry Boutsen | Spirit           | 1:05:01,37 |
| 2     | Corrado Fabi    | March            | 1:05:01,54 |
| 3     | Johnny Cecotto  | March            | 1:05:59,35 |
| PP    | Thierry Tassin  | Docking Spitzley | 8:21,02    |
| SR    | Stefan Bellof   | Maurer           | 7:06,51    |

Das 45. Internationale ADAC-Eifelrennen fand am 25. April auf der Nordschleife des Nürburgrings statt. Es ging über 9 Runden zu je 20,835 km und hatte eine Gesamtdistanz von 205,515 km. 15 Teams mit 29 Fahrern waren gemeldet. Minardi brachte hier ein Auto an den Start, das anders als die sonstigen Fahrzeuge des Teams mit einem Sechszylindermotor von Ferrari ausgestattet war. Paolo Barilla fuhr den Wagen. Er kam mit vier Minuten Rückstand auf den Führenden als 15. und Vorletzter ins Ziel.
Thierry Tassin fuhr im Toleman TG280 von Docking Spitzley die Poleposition heraus. Im Rennen übernahm zunächst Thierry Boutsen (Spirit) vor Tassin die Führung, Stefan Johansson (Spirit) und Stefan Bellof (Maurer) folgten. Bellof fuhr die schnellste Runde des Rennens und die beste Zeit, die jemals mit einem Formel-2-Auto auf der Nordschleife des Nürburgrings erzielt wurde. Nachdem Tassin aus- und Johansson zurückgefallen war, rückte Bellof auf Position zwei auf. Es kam zu einem Zweikampf zwischen Bellof und Boutsen. Boutsen wehrte einen Überholversuch Bellofs ab, indem er seinen Konkurrenten von der Strecke auf die Seitenflächen drängte. Dadurch wurde Bellofs Hinterreifen beschädigt, sodass der Maurer zurückfiel. Bellof kam letztlich als Fünfter ins Ziel. Sieger war Boutsen vor den March-Werkspiloten Corrado Fabi und Johnny Cecotto. Es war der erste von vier Siegen, den Spirit in der Formel 2 erzielte.

### Gran Premio del Mugello
| Platz | Fahrer           | Team   | Zeit       |
| ----- | ---------------- | ------ | ---------- |
| 1     | Corrado Fabi     | March  | 1:14:32,79 |
| 2     | Johnny Cecotto   | March  | 1:14:36,92 |
| 3     | Stefan Johansson | Spirit | 1:14:42,87 |
| PP    | Stefan Johansson | Spirit | 1:57,87    |
| SR    | Corrado Fabi     | March  | 1:44,21    |

Der 9. Gran Premio del Mugello fand am 9. Mai auf dem Autodromo Internazionale del Mugello statt. Das Rennen ging über 42 Runden zu je 5,245 km und hatte eine Gesamtdistanz von 220,29 km. Gemeldet waren 15 Teams mit 28 Fahrern. Minardi brachte hier für Siegfried Stohr ein Auto mit Ferrari-Motor an den Start. Stohr fiel in der dritten Runde infolge eines Motorendefekts aus. Es war der letzte Einsatz eines Ferrari-Motors bei einem Formel-2-Rennen.
Stefan Johansson (Spirit). Sieger war Corrado Fabi, der auch die schnellste Rennrunde zurücklegte, vor Johnny Cecotto (beide im Werks-March) und Johansson. Nach dem Rennen übernahmen Fabi und Cecotto, die nun punktgleich waren, die Führung der Meisterschaftswertung von Stefan Bellof (Maurer), der als Siebter ins Ziel kam und wiederum keine Meisterschaftspunkte einfuhr.

### Gran Premio di Roma
| Platz | Fahrer           | Team             | Zeit       |
| ----- | ---------------- | ---------------- | ---------- |
| 1     | Corrado Fabi     | March            | 1:15:45,40 |
| 2     | Philippe Streiff | GPA Motul Nogaro | 1:15:56,23 |
| 3     | Pascal Fabre     | GPA Motul Nogaro | 1:16:36,31 |
| PP    | Stefan Johansson | Spirit           | 1:07,10    |
| SR    | Stefan Bellof    | Maurer           | 1:08,63    |

Der 34. Gran Premio di Roma fand am 16. Mai auf dem Autodromo Vallelunga statt. Er ging über 65 Runden zu je 3,2 km und hatte eine Gesamtdistanz von 208 km. Zum Rennen traten 13 Teams mit insgesamt 26 Fahrern an. Stefan Johansson (Spirit). Sieger war erneut Corrado Fabi vor den beiden AGS-Werkspiloten Philippe Streiff und Pascal Fabre. Corrado Fabi übernahm nach diesem Rennen erstmals die alleinige Führung in der Fahrerwertung.

### Grand Prix de Pau
| Platz | Fahrer          | Team         | Zeit       |
| ----- | --------------- | ------------ | ---------- |
| 1     | Johnny Cecotto  | March        | 1:31:00,03 |
| 2     | Thierry Boutsen | Spirit       | 1:31:15,93 |
| 3     | Mike Thackwell  | Horag Racing | 1:32:17,02 |
| PP    | Thierry Boutsen | Spirit       | 1:11,23    |
| SR    | Kenny Acheson   | Ralt         | 1:12,37    |

Der 42. Grand Prix de Pau fand am 31. Mai auf dem Circuit de Pau-Ville statt. Er ging über 73 Runden zu je 2,834 km und hatte eine Gesamtdistanz von 206,882 km. 13 Teams mit insgesamt 26 Fahrern waren gemeldet, von denen aus Sicherheitsgründen wegen der Enge des Stadtkurses nur 19 zum Rennen zugelassen waren. Erstmals trat das britische Trundle-Team an, das einen aktuellen Kunden-March 822 für den US-amerikanischen Debütanten Cliff Hansen an den Start brachte.
Vor dem Rennen wurde eine Vorqualifikation durchgeführt, an der Pierre Chauvet (Bertram Schäfer Racing) und Guido Daccò (Brambilla Racing) scheiterten. In der Qualifikation schieden fünf weitere Fahrer aus, unter ihnen die Minardi-Piloten Paolo Barilla und Alessandro Nannini. Die Poleposition belegte Thierry Boutsen im Werks-Spirit der letztlich Zweiter wurde. Die schnellste Runde legte Kenny Acheson (Ralt) zurück, der als Fünfter ins Ziel kam. Sieger war der March-Werksfahrer Johnny Cecotto, der dank dieses Erfolges die Führung der Fahrerwertung von seinem Teamkollegen Corrado Fabi übernahm. Fabi war nach 43 Runden infolge eines Reifendefekts ausgefallen.

### Grand Prix de Formule 2 Belgique
| Platz | Fahrer           | Team         | Zeit     |
| ----- | ---------------- | ------------ | -------- |
| 1     | Thierry Boutsen  | Spirit       | 58:19,47 |
| 2     | Johnny Cecotto   | March        | 58:39,96 |
| 3     | Mike Thackwell   | Horag Racing | 59:05,44 |
| PP    | Stefan Johansson | Spirit       | 2:13,10  |
| SR    | Mike Thackwell   | Horag Racing | 2:29,48  |

Der 2. Grand Prix de Formule 2 Belgique fand am 13. Juni auf dem Circuit de Spa-Francorchamps statt. Das Rennen war auf eine Distanz von 208,56 km (30 Runden zu je 6,852 km) angelegt. Aufgrund schwerer Regenfälle wurde es jedoch bereits nach 23 Runden abgebrochen, sodass die tatsächlich zurückgelegte Gesamtdistanz 157,596 km betrug.
Insgesamt waren 15 Teams mit 28 Fahrern gemeldet. Allerdings gingen nur 27 Fahrer ins Rennen: Der deutsche Rennfahrer Günther Gebhardt, der einen privaten March 812 einsetzte, verpasste die Qualifikation. Stefan Johansson (Spirit) fuhr die Poleposition heraus, der auch die schnellste Rennrunde zurücklegte. Im Rennen fiel er nach 10 Runden infolge eines Motorendefekts aus. Aufgrund der schwierigen Wetterverhältnisse kam es zu mehreren Unfällen. Der schwerste ereignete sich in Runde 17. Stefan Bellofs Maurer verlor in der Eau Rouge infolge Aquaplanings die Bodenhaftung. Das Auto überschlug sich mehrfach und prallte in den Docking Spitzley DS1, den Thierry Tassin zuvor nach einem Unfall hier abgestellt hatte. Bellof konnte seinen Maurer aus eigener Kraft verlassen, bevor Piero Necchi (Sanremo Racing) und Carlo Rossi im zweiten Docking Spitzley in die Unfallautos prallten. Drei Jahre später verunglückte Bellof an gleicher Stelle bei einem Sportwagenrennen tödlich. Den Großen Belgischen Formel-2-Preis gewann Thierry Boutsen (Spirit) vor Johnny Cecotto (Werks-March) und Mike Thackwell im Kunden-March von Horag Racing.

### Rhein-Pokalrennen
| Platz | Fahrer          | Team   | Zeit       |
| ----- | --------------- | ------ | ---------- |
| 1     | Corrado Fabi    | March  | 1:03:04,32 |
| 2     | Beppe Gabbiani  | Maurer | 1:03:06,92 |
| 3     | Stefan Bellof   | Maurer | 1:03:08,52 |
| PP    | Thierry Boutsen | Spirit | 2:02,00    |
| SR    | Corrado Fabi    | March  | 2:04,28    |

Das 17. Rhein-Pokalrennen fand am 20. Juni auf dem Hockenheimring statt; es war das zweite Formel-2-Rennen, das in diesem Jahr auf dem kurpfälzischen Kurs ausgetragen wurde. Es ging über 30 Runden zu je 6,797 km und hatte eine Gesamtdistanz von 203,91 km.
 Zum Rennen meldeten sich 15 Teams mit 29 Fahrern. Bruno Eichmann (Bertram Schäfer Racing), Alain Ferté (Maurer) und Henning Hagenbauer (Horag) bestritten hier ihre einzigen Formel-2-Rennen in dieser Saison. Die Poleposition belegte Thierry Boutsen (Spirit), der im Rennen nach 13 Runden infolge eines Motorendefekts ausfiel. Corrado Fabi fuhr im Werks-March die schnellste Rennrunde. Stefan Bellof (Maurer Motorsport), der vom fünften Startplatz ins Rennen gegangen war, fiel in der ersten Runde auf den 10. Platz zurück. Nach zahlreichen Überholmanövern übernahm Bellof in der neunten Runde die Führung und behauptete sie bis kurz vor Rennende. In der letzten Runde brach eine Mutter an Bellofs Auto, sodass er seine Geschwindigkeit reduzieren musste. Die bislang zweit- und drittplatzierten Fahrer Corrado Fabi und Beppe Gabbiani (Maurer) gingen daraufhin an Bellof vorbei. Fabi siegte vor Gabbiani und Bellof. Er übernahm daraufhin wieder die Führung in der Fahrerwertung von seinem Teamkollegen Johnny Cecotto.

### Donington „20.000“
| Platz | Fahrer          | Team  | Zeit       |
| ----- | --------------- | ----- | ---------- |
| 1     | Corrado Fabi    | March | 1:15:42,11 |
| 2     | Johnny Cecotto  | March | 1:15:42,70 |
| 3     | Jonathan Palmer | Ralt  | 1:15:57,70 |
| PP    | Jonathan Palmer | Ralt  | 1:02,21    |
| SR    | Corrado Fabi    | March | 1:03,82    |

Das 4. Donington-„20.000“-Rennen fand am 4. Juli auf der Strecke im Donington Park statt. Es ging über 70 Runden zu je 3,150 km und hatte eine Gesamtdistanz von 220,5 km. Zum Rennen traten 13 Teams mit 25 Fahrern an. Das Team Caledon Coal Open Cast meldete darüber hinaus ein Auto für David Duffield; Duffield startete allerdings nicht. Aldo Bertuzzi debütierte bei Brambilla Racing in der Formel 2. Er löste Guido Daccò ab. Bertuzzi setzte wie sein Vorgänger einen drei Jahre alten Wagen von Minardi ein; er verpasste mit ihm die Qualifikation.
 Jonathan Palmer (Ralt) fuhr die Poleposition heraus. Die schnellste Rennrunde legte Corrado Fabi im Werks-March zurück, der das Rennen auch gewann. Sein Teamkollege Johnny Cecotto kam mit etwas mehr als einer halben Sekunde Rückstand als Zweiter ins Ziel; Dritter wurde Palmer.

### Mantorp Park F2 Trofén
| Platz | Fahrer           | Team   | Zeit      |
| ----- | ---------------- | ------ | --------- |
| 1     | Johnny Cecotto   | March  | 1:18:28,4 |
| 2     | Philippe Streiff | March  | 1:18:53,8 |
| 3     | Beppe Gabbiani   | Maurer | 1:15:58,1 |
| PP    | Corrado Fabi     | March  | 1:09,40   |
| SR    |                  |        |           |

Die 6. Mantorp Park F2 Trofén fand am 18. Juli im Mantorp Park im Schwedischen Mjölby statt. Das Rennen ging über 65 Runden zu je 3,125 km und hatte eine Gesamtdistanz von 203,125 km. Zum Rennen traten 13 Teams mit 23 Fahrern an. Der Schwedische Pilot Eje Elgh, Dritter der Meisterschaft, ging hier für das Schweizer Team Horag Racing an den Start und bestritt sein letztes Formel-2-Rennen.
Corrado Fabi im Werks-March belegte die Poleposition, konnte das Rennen aber nicht beenden. Aufgrund eines Fahrfehlers fiel er nach 52 Runden aus. Das Rennen gewann sein Teamkollege Johnny Cecotto, der auch die Führung in der Meisterschaft wieder übernahm. An zweiter Stelle kam Philippe Streiff (Motul GPA Nogaro) ins Ziel; Dritter wurde Beppe Gabbiani (Maurer).

### Gran Premio del Mediterraneo
| Platz | Fahrer          | Team   | Zeit       |
| ----- | --------------- | ------ | ---------- |
| 1     | Thierry Boutsen | Spirit | 1:09:22,15 |
| 2     | Stefan Bellof   | Maurer | 1:09:26,42 |
| 3     | Johnny Cecotto  | March  | 1:10:32,23 |
| PP    | Thierry Boutsen | Spirit | 1:30,44    |
| SR    | Stefan Bellof   | Maurer | 1:30,75    |

Der 20. Gran Premio del Mediterraneo fand am 1. August auf dem Autodromo di Pergusa im sizilianischen Enna statt. Er ging über 45 Runden zu je 4,950 km und hatte eine Gesamtdistanz von 222, 75 km. Zum Rennen waren 11 Teams mit 24 Fahrern gemeldet. Abweichend von den bisherigen Rennen, gab es einige zusätzliche italienische Starter: Roberto Campominosi debütierte bei Merzario, Severino Zampatti bei Sanremo Racing, und bei Minardi erschien einmalig der sizilianische Hobbyrennfahrer „Mr. Arriva“. Thierry Boutsen (Spirit) fuhr die Poleposition heraus und gewann das Rennen vor Stefan Bellof (Maurer) und Johnny Cecotto (Werks-March), der weiterhin die Fahrerwertung anführte. Cecottos Teamkollege, der in der Fahrerwertung zweitplatzierte Corrado Fabi, fiel nach 31 Runden infolge eines Motordefekts aus.

### Gran Premio dell’Adriatico
| Platz | Fahrer             | Team    | Zeit       |
| ----- | ------------------ | ------- | ---------- |
| 1     | Corrado Fabi       | March   | 1:18:25,19 |
| 2     | Alessandro Nannini | Minardi | 1:18:35,58 |
| 3     | Beppe Gabbiani     | Maurer  | 1:18:40,28 |
| PP    | Corrado Fabi       | March   | 1:08,68    |
| SR    | Stefan Bellof      | Maurer  | 1:10,89    |

Der 6. Gran Premio dell’Adriatico war das letzte Rennen der Saison. Es fand am 7. August auf dem Autodromo Santamonica in Misano Adriatico statt. Das Rennen ging über 60 Runden zu je 3,488 km und hatte eine Gesamtdistanz von 209,28 km. Zum Rennen waren 12 Teams mit 24 Fahrern gemeldet. 22 Autos waren zum Rennen zugelassen; Thierry Tassin (Docking Spitzley) und Severino Zampatti (Sanremo Racing) schieden in der Qualifikation aus.
Bei diesem Rennen wurde die Meisterschaft entschieden. Chancen auf den Meistertitel hatten noch die beiden March-Werksfahrer Johnny Cecotto (56 Punkte) und Corrado Fabi (48 Punkte) sowie Thierry Boutsen im Werks-Spirit. Fabi stand auf der Poleposition. Vor dem Start zog ein Unwetter über die Strecke, die daraufhin regennass war. Spirit zog als einziges der Topteams Regenreifen auf, aber die Rennleitung verschob den Start, bis die Piste stellenweise trocken war. Fabi startete auf Slicks und fiel zunächst auf Rang acht zurück, während Boutsen vorübergehend die Führung übernahm. In der ersten Runde stieß Bellof bei dem Versuch eines Überholmanövers Cecotto an, der sich daraufhin von der Strecke drehte und bei der anschließenden Reparatur seines Autos drei Runden verlor. Während der folgenden Runden trocknete die Strecke weiter ab. Fabi fuhr nach und nach an die Spitze des Feldes vor, während Boutsen viel Zeit durch den letztlich erforderlichen Wechsel auf Trockenreifen verlor. Fabi gewann das Rennen mit vier Zehntelsekunden Vorsprung auf Alessandro Nannini im Minardi. Er gewann zugleich die Meisterschaft mit einem Punkt Vorsprung auf Johnny Cecotto, der als Neunter mit insgesamt vier Runden Rückstand ins Ziel kam. Es war die sechste Formel-2-Meisterschaft, die ein Fahrer mit einem Auto des March-Werksteams gewann. Nach dem Rennen kam es zu einer Auseinandersetzung zwischen Cecotto und Bellof.

## Fahrerwertung
Die Punktevergabe richtete sich nach folgendem Schema:
| Platz  | 1 | 2 | 3 | 4 | 5 | 6 |
| Punkte | 9 | 6 | 4 | 3 | 2 | 1 |

Nur die besten neun Ergebnisse wurden gewertet (sog. Streichresultate). Danach ergab sich am Saisonende folgende Fahrwertung:
| Pos.            | Fahrer          | Team                              |     |     |     |     |     |     |      |     |     |     |     |     |     | Punkte  |
| 01              | C. Fabi         | March                             | DNF | 3   | 20  | 2   | 1   | 1   | DNF  | 5   | 1   | 1   | DNF | DNF | 1   | 57      |
| 02              | J. Cecotto      | March                             | DNF | 4   | 1   | 3   | 2   | DNF | 1    | 2   | 6   | 2   | 1   | 3   | 15  | 56 (57) |
| 03              | T. Boutsen      | Spirit                            | 12  | 2   | 3   | 1   | 4   | 6   | 2    | 1   | DNF | 9   | 4   | 1   | 6   | 50 (51) |
| 04              | S. Bellof       | Maurer                            | 1   | 1   | DNF | 5   | 7   | DNF | 9    | DNF | 3   | 6   | DNF | 2   | 5   | 33      |
| 05              | B. Gabbiani     | Maurer                            | 3   | 5   | 4   | DNS | DNF | DNF | DNF  | 8   | 2   | 4   | 3   | DNF | 3   | 26      |
| 06              | P. Streiff      | Motul GPA Nogaro                  | 10  | DNF | 5   | DNF | DNF | 2   | DNF  | 4   | 16  | 5   | 2   | 4   | DNF | 22      |
| 07              | K. Acheson      | Ralt                              | DNF | 13  | 2   | 4   | 6   | 15  | 5    | 10  | 11  | 10  | DNF | DNF | DNF | 12      |
| 08              | S. Johansson    | Spirit                            | DNF | DNF | 14  | 6   | 3   | 4   | 7    | DNF | 4   | 11  | DNF | 11  | 7   | 11      |
| 09              | J. Palmer       | Ralt                              | 15  | DNF | 11  | 14  | 5   | 5   | 6    | 6   | DNF | 3   | DNF | DNS |     | 10      |
| 010             | A. Nannini      | Minardi                           | 5   | 9   | 12  | 8   | 10  | DNF | DNQ  | DNF | DNF | DSQ | DNF | DNF | 2   | 8       |
| 011             | M. Thackwell    | Horag                             | DNF |     |     | DNF | 8   | 9   | 3    | 3   | 10  | DNF |     |     |     | 8       |
| 011             | M. Thackwell    | Bertram Schäfer Racing            |     | DNF |     |     |     |     |      |     |     |     |     |     |     | 0       |
| 012             | F. Jelinski     | Bertram Schäfer Racing            | 17  | 8   | 9   | 7   | 11  | DNF | 4    | 11  | 5   | DNF | DNF | 4   | 10  | 7       |
| 013             | S. Nakajima     | John Player Special Team Ikuzawa  | 2   |     |     |     | 15  | DNF |      | 13  | 8   |     |     |     |     | 6       |
| 014             | C. Danner       | March                             | DNF | DNF | DNF | 9   | DNF | 13  | DNF  | 9   | DNF | 7   | 5   | 6   | 4   | 6       |
| 015             | P. Fabre        | Motul GPA Nogaro                  | DNF | 12  | 13  | 16  | 16  | 3   | DNQ  | 19  | DNF | DNF | 6   | 8   | 9   | 5       |
| 016             | R. Del Castello | Sanremo Racing                    | 4   | 7   | DNF | DNS | DNF | 10  | DNF  | 14  | DNF |     | 10  | 9   | 11  | 3       |
| 017             | J. Gartner      | Merzario Team                     | 6   | DNF | 10  | DNF | DNF | 7   | DNF  | 15  | 7   | DNF | DNF |     |     | 1       |
| 017             | R. Dallest      | Merzario Team                     | DNS | DNF | 6   | DNF |     |     |      |     |     |     |     |     |     | 1       |
| 017             | T. Tassin       | Docking Spitzley                  | DSQ | 6   | DNF | 18  | 9   | DNF | DNF  | DNF |     | DNF |     |     | DNQ | 1       |
|                 | P. Barilla      | Minardi                           | 7   | DNF | 7   | 15  | DNF | 11  | DNQ  | 12  | 12  | DSQ | DNF | DNF | 8   | 0       |
|                 | A. Bertuzzi     | Brambilla Racing                  |     |     |     |     |     |     |      |     |     | DNQ | DNQ |     |     | 0       |
|                 | E. Bianchi      | Sanremo Racing                    | DNF | 14  | 8   |     |     |     |      |     |     |     |     |     |     | 0       |
|                 | H. Brutschin    | Minardi                           | 18  | DNF | DNF | 13  |     |     |      |     |     |     |     |     |     | 0       |
| Merzario Team   | H. Brutschin    |                                   |     |     |     | 13  | DNQ | DNQ | 17   | DNF |     |     |     |     | 0   |         |
|                 | R. Campominosi  | Merzario Team                     |     |     |     |     |     |     |      |     |     |     |     | 10  |     | 0       |
|                 | P. Chauvet      | Bertram Schäfer Racing            | 13  |     | 15  |     | DNF | 8   | DNQ  | 16  | 9   | 14  |     | DNF | DNF | 0       |
| Ebor Motorsport | P. Chauvet      |                                   | 11  |     |     |     |     |     |      |     |     |     |     |     |     |         |
|                 | G. Daccò        | Brambilla Racing                  | 9   | DNF | 17  | DNF | DNF | DNQ | DNPQ | 18  | 13  |     |     |     |     | 0       |
| Merzario Team   | G. Daccò        |                                   |     |     |     |     |     |     |      |     | 12  | 8   | 7   | 13  | 0   |         |
|                 | S. Dickens      | Horag                             |     | DNF |     |     |     |     |      |     |     |     |     |     |     | 0       |
|                 | D. Duffield     | Caledon Coal Open Cast            |     |     |     |     |     |     |      |     |     | DNS |     |     |     | 0       |
|                 | B. Eichmann     | Bertram Schäfer Racing            |     |     |     |     |     |     |      |     |     |     |     |     |     | 0       |
|                 | E. Elgh         | Maurer                            |     |     |     |     |     |     |      |     | 14  |     |     |     |     | 0       |
| Horag           | E. Elgh         |                                   |     |     |     |     |     |     |      |     |     | DNF |     |     | 0   |         |
|                 | A. Ferté        | Maurer                            |     |     |     |     |     |     |      |     | DNF |     |     |     |     | 0       |
|                 | G. Gebhardt     | Gebhardt                          |     | 10  | 10  |     | DNF |     |      | DNQ | DNF |     |     |     |     | 0       |
|                 | H. Hagenbauer   | Horag                             |     |     |     |     |     |     |      |     | DNF |     |     |     |     | 0       |
|                 | C. Hansen       | Trunde Racing                     |     |     |     |     |     |     | DNF  | DNF | 17  | 15  | 9   | 13  | DNF | 0       |
|                 | S. Hopfer       | Sewi Hopfer                       | DNS | DNQ | DNF |     | DNQ |     |      |     | DNF |     |     |     |     | 0       |
|                 | T. Kaiser       | Formula 2 Team Sweden/Bewa Fritit |     |     |     |     | DNS | DNQ |      |     | 15  | DNF | DNF |     |     | 0       |
|                 | W. Klein        | Bertram Schäfer Racing            |     |     |     | DNF |     |     |      |     |     |     |     |     |     | 0       |
|                 | F. Konrad       | Franz Konrad Racing               | 14  | DNF | 16  | 11  |     |     |      |     |     |     |     |     |     | 0       |
|                 | L. Leoni        | Merzario Team                     |     |     |     |     |     |     |      |     |     |     |     |     | 14  | 0       |
|                 | R. Mallock      | Ray Mallock                       | 11  |     |     |     |     |     |      |     |     |     |     |     |     | 0       |
|                 | B. Martinsson   | Bo Martinsson                     | 16  |     |     |     |     |     |      |     |     |     |     |     |     | 0       |
|                 | „Mr. Arriva“    | Minardi                           |     |     |     |     |     |     |      |     |     |     |     | DSQ |     | 0       |
|                 | P. Necchi       | Sanremo Racing                    |     |     |     | DNS | 12  | 12  | DNF  | DNF | DNF |     |     |     |     | 0       |
|                 | O. Pedersoli    | Merzario Team                     | DNF | DNF | 19  | DNS | DNF |     | DNF  | DNF | DNF | DNF | DNF | DNF | DNF | 0       |
|                 | C. Rossi        | Docking Spitzley                  | DNF | DNF | DNF | 12  | DNF | DNQ | DNQ  | DNF |     | 13  |     | DNF | 12  | 0       |
|                 | P. Schindler    | Maurer                            | 8   | DNF | 18  |     |     |     |      |     |     |     |     |     |     | 0       |
|                 | J. Schlesser    | Maurer                            |     |     |     |     | 14  | DNF | 8    | 7   |     | 8   | 7   | 14  | DNF | 0       |
|                 | F. Schnarwiler  | Formel Rennsport Club             | DNF | DNS |     |     |     |     |      |     |     |     |     |     | NC  | 0       |
|                 | W. Stanley      | Ebor Motorsport                   | DNF |     |     |     |     |     |      |     |     |     |     |     |     | 0       |
|                 | S. Stohr        | Minardi                           |     |     |     |     | DNF |     |      |     |     |     |     |     |     | 0       |
|                 | H. Striebig     | WRT                               |     | DNF |     |     |     |     |      |     |     |     |     |     |     | 0       |
|                 | P. Stürtz       | Ebor Motorsport                   |     | DNF |     |     |     |     |      |     |     |     |     |     |     | 0       |
|                 | S. Zampatti     | Sanremo Racing                    |     |     |     |     |     |     |      |     |     |     |     | 12  | DNQ | 0       |